# Theodor Plieninger (Industrieller)

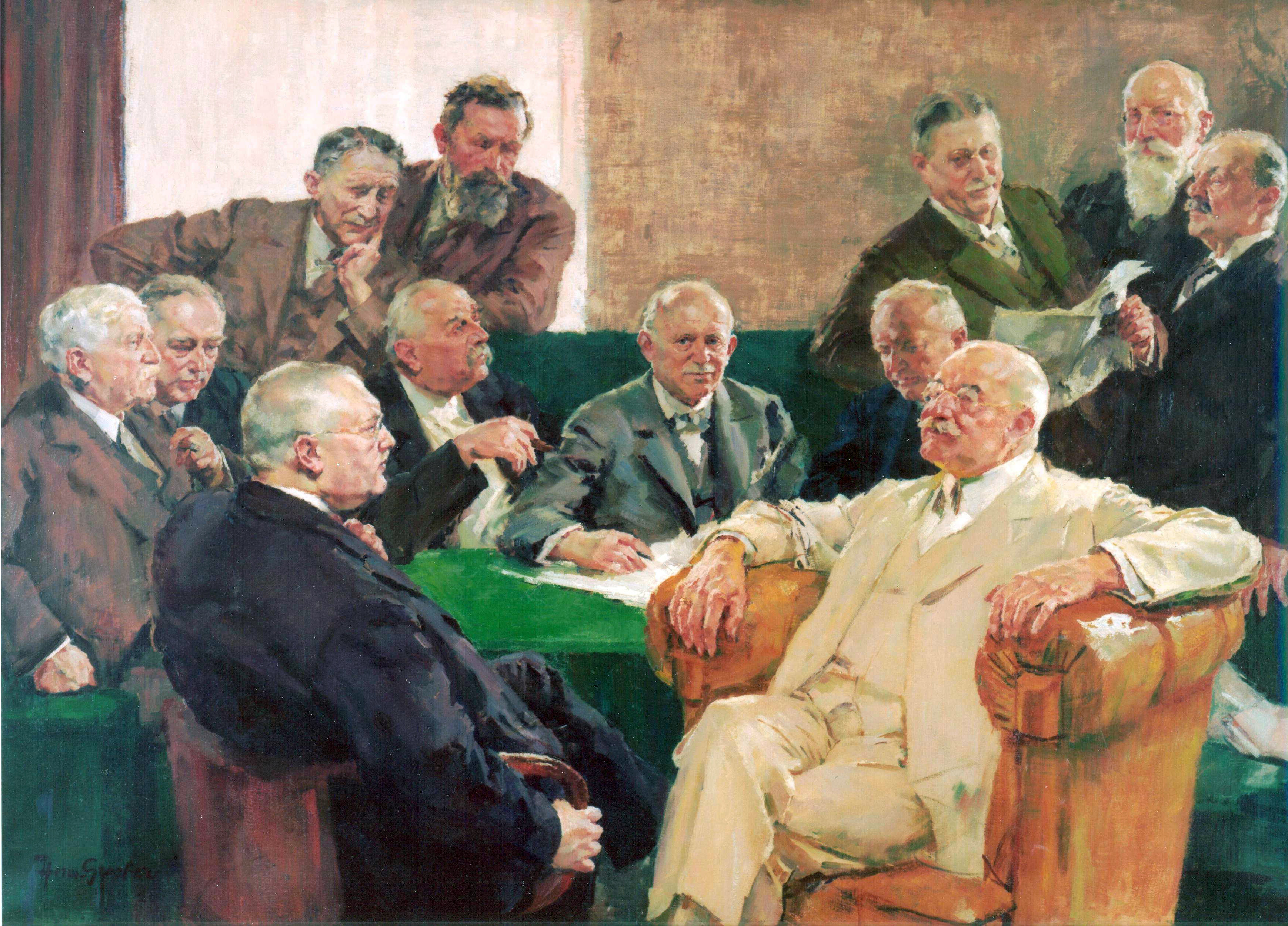
Theodor Plieninger (ganz links) im Verwaltungsrat der I.G. Farben, 1926

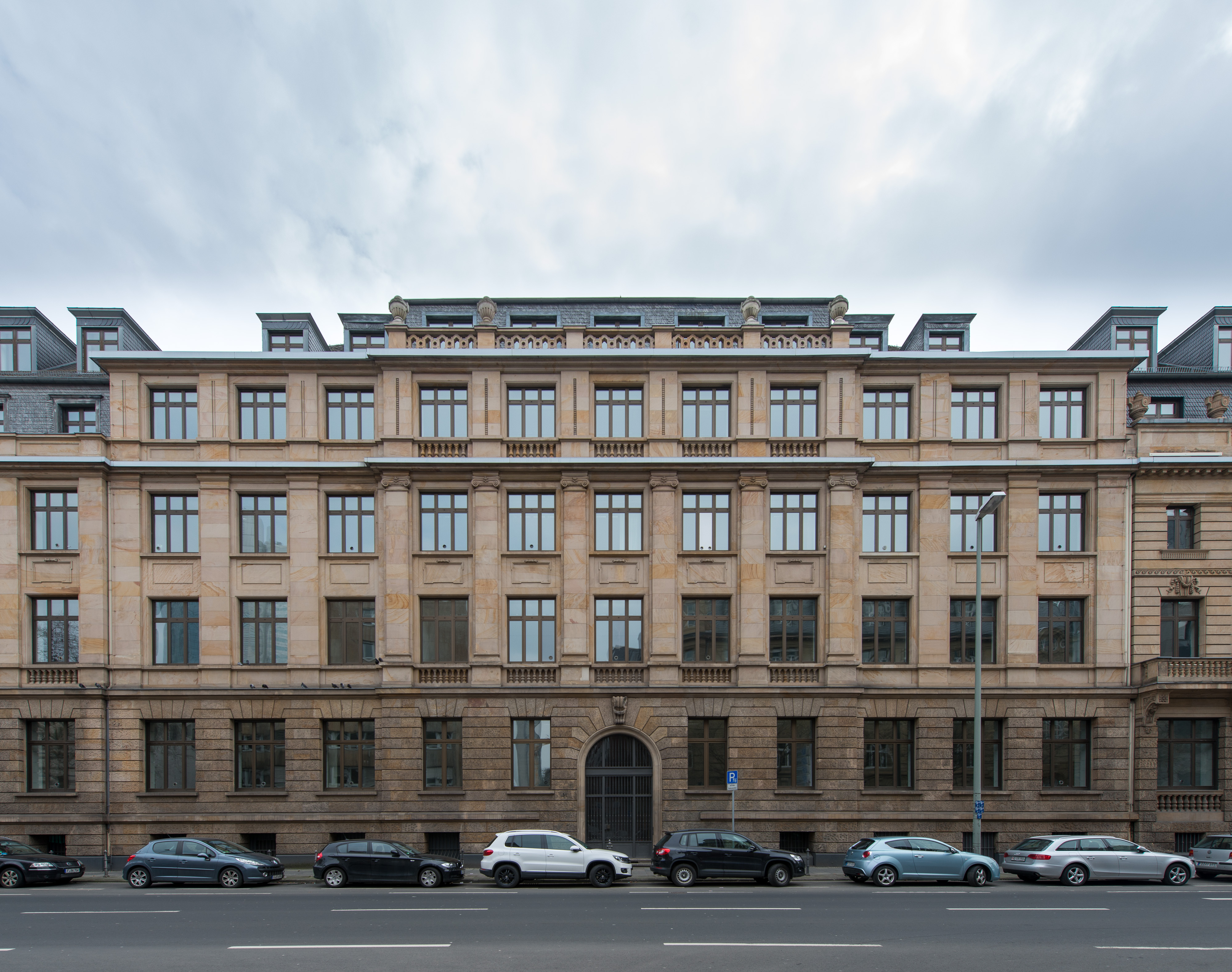
Verwaltungsgebäude der Chemischen Fabrik Griesheim-Elektron in Frankfurt

Theodor Plieninger (* 10. April 1856 in Stuttgart; † 13. Januar 1930 in Frankfurt am Main) war ein deutscher Kaufmann und Manager in der Chemieindustrie.

## Leben
Theodor Plieninger war ein Sohn des Stuttgarter Stadtpfarrers und Dekans Gustav Plieninger. Nach dem Besuch des Gymnasiums machte er eine kaufmännische Lehre in der Stuttgarter Chemikalienhandlung Schmidt & Dillmann. Nach beruflicher Tätigkeit im Ausland (Mailand, London, zehn Jahre in Indien) trat er zum 1. Februar 1891 in die Chemische Fabrik Griesheim AG ein, deren Vorstand er ab dem 1. Juli 1893 angehörte. Nach der 1898 vollzogenen Fusion mit der Chemischen Fabrik Elektron AG zur Chemische Fabrik Griesheim-Elektron AG (CFGE) wurde Plieninger am 1. Januar 1910 Generaldirektor (Vorstandsvorsitzender) dieser Aktiengesellschaft. Während des Ersten Weltkriegs war er an der Gründung der Vereinigte Aluminium-Werke AG (VAW) beteiligt. Er leitete 1925 für die CFGE die Verhandlungen zur Gründung der I.G. Farben, in deren Verwaltungsrat er im selben Jahr eintrat und dem er bis zu seinem Tod 1930 angehörte.
Zwischen 1923 und 1928 saß Plieninger im Aufsichtsrat der Metallbank, ab 1928 im Aufsichtsrat der Metallgesellschaft. Er war zeitweise Mitglied der Industrie- und Handelskammer Wiesbaden und der seit 1922 vereinigten Industrie- und Handelskammer Frankfurt-Hanau, Vorstandsmitglied im Reichsverband der Deutschen Industrie sowie Ehrenmitglied im Verein zur Wahrung der Interessen der chemischen Industrie Deutschlands und in der Berufsgenossenschaft der chemischen Industrie.

## Ehrungen
Plieninger wurde 1916 die Ehrendoktorwürde der Technischen Hochschule Stuttgart (als Dr.-Ing. E. h.) verliehen. Noch zu seinen Lebzeiten wurde am CFGE-Produktionsstandort Bitterfeld ein vom Frankfurter Bildhauer Carl Stock geschaffener Theodor-Plieninger-Brunnen aufgestellt. Nach ihm ist die Plieningerstraße im Frankfurter Westend benannt.